# Chlorochaeta connata
Chlorochaeta connata är en fjärilsart som beskrevs av W. Warren 1898. Chlorochaeta connata ingår i släktet Chlorochaeta och familjen mätare. Inga underarter finns listade i Catalogue of Life.